# Liste der Monuments historiques in Frouard
Die Liste der Monuments historiques in Frouard führt die Monuments historiques in der französischen Gemeinde Frouard auf.

## Liste der Immobilien
| Bezeichnung             | Beschreibung    | Standort         | Kennzeichnung | Schutzstatus | Datum | Bild           |
| ----------------------- | --------------- | ---------------- | ------------- | ------------ | ----- | -------------- |
| Kirche St-Jean-Baptiste | bezeichnet 1534 | Rue Haute (Lage) | PA00106037    | Inscrit      | 1926  | weitere Bilder |

## Liste der Objekte
| Bezeichnung                        | Beschreibung                                                   | Standort                              | Kennzeichnung | Schutzstatus | Datum | Bild |
| ---------------------------------- | -------------------------------------------------------------- | ------------------------------------- | ------------- | ------------ | ----- | ---- |
| Kirchenfenster Johannes der Täufer | 1840 nach einem Entwurf von Laurent-Charles Maréchal gefertigt | in der Kirche St-Jean-Baptiste (Lage) | PM54000258    | Classé       | 1984  |      |